# David McWane
David McWane alias Big D (Beverly, 18 novembre 1976) è un cantante, musicista, scrittore e regista statunitense, conosciuto principalmente per essere il frontman del gruppo ska punk di Boston Big D and the Kids Table.

## Carriera
Sin da giovane età, McWane è stato appassionato di musica, suonando in diversi gruppi amatoriali nel periodo delle scuole medie e superiori. Dopo le scuole superiori, si è iscritto al Berklee College of Music di Boston, dove insieme a sei amici ha formato i Big D and the Kids Table, gruppo ska punk di cui è ancora il vocalist. Con il gruppo, McWane ha anche iniziato la propria carriera di scrittore, prima scrivendo i testi delle canzoni, e poi poesie che riguardavano i viaggi attraverso l'America, il Canada, l'Inghilterra e l'Europa in generale. Le poesie parlano in particolar modo della vita da musicista costantemente in viaggio, di concerti in club underground o luoghi all'aperto. David McWane si è laureato nel 2000 dal Berklee College of Music, dove ha ottenuto una laurea di primo livello in Business della Musica ed in Produzione ed Ingegneria Musicale.

## Vita privata
David McWane possiede un sito personale, sul quale passa molto tempo a scrivere poesie, racconti brevi, racconti più lunghi, sceneggiature e testi di canzoni. Il cantante è anche autore di un libro, intitolato The Gypsy Mile, che è una raccolta di sue poesie.
McWane è un grande sostenitore dei diritti umani e delle cause ambientaliste, ed ha dato avvio ad un programma chiamato A First Step.
Il 22 novembre 2011, un annuncio ufficiale del gruppo avvisava che a McWane era stato diagnosticato un tumore della tiroide. Da allora, tuttavia, il tumore è stato asportato ed il cantante ha avuto una guarigione completa.